# (1111) Рейнмутия
(1111) Рейнмутия (нем. Reinmuthia) — астероид главного пояса, который был открыт 11 февраля 1927 года немецким астрономом Карлом Рейнмутом в обсерватории Хайдельберг и назван в честь своего первооткрывателя.

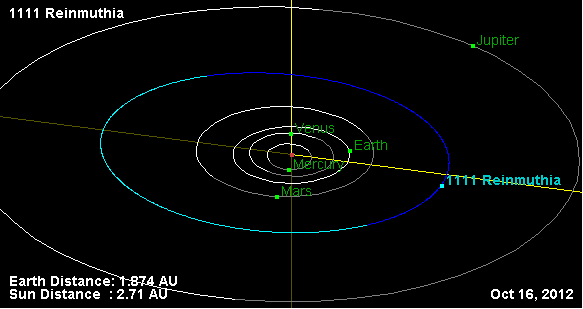
Орбита астероида Рейнмутия и его положение в Солнечной системе